# Sant Antoni Abat de Ro
Sant Antoni Abat de Ro és església, antigament parroquial, del vilatge de Ro, actualment pertanyent a la comuna de Sallagosa, a l'Alta Cerdanya, de la Catalunya del Nord.
És a l'extrem meridional del poblet, ran de la carretera de Sallagosa a Llívia.

## Història
Ja esmentada al segle xi, l'església original va ser posteriorment reemplaçada per un edifici més modern. Amb l'edificació del nou temple, es canvià l'advocació de l'església i de la parròquia.

## Mobiliari
Conserva un retaule de Josep Sunyer i Raurell esculpit el 1704 i daurat i pintat el 1711. Presideix el retaule sant Antoni Abat, amb sant Isidre i sant Francesc Xavier als costats, i és dominat, a dalt, per una Immaculada Concepció, flanquejada per sant Francesc de Paula i una representació de l'Adoració dels Reis Mags. Dues figuretes dels sants protectors de la pesta, sant Sebastià i sant Roc, completen el retaule.